# Mentor (mitologia)
Mentor – mieszkaniec Itaki, przyjaciel Odyseusza. Był synem Heraklesa i Asopis, córki Tespiosa. Wyruszając pod Troję Odyseusz powierzył mu opiekę nad żoną – Penelopą, synem – Telemachem i domem. Postać Mentora przybrała Atena, towarzysząc Telemachowi w poszukiwaniu ojca.
Współcześnie pojęcia „mentor” używa się jako określenia nauczyciela, mistrza, a także osoby lubiącej prawić innym morały .